# 이감 묘역
이감 묘역은 경기도 성남시 분당구 대장동 산19번지 절골(사동)부락에 있다가 2017년 8월 강원도 원주시 부론면 단강1리 산77번지와 단강1리 산90번지 작실로 이장된 조선시대 중기 이후의 묘역군으로, 우계이씨(羽溪李氏) 이감과 이성헌, 동의보감과 의서들의 편찬 시 감교관으로 참여했던 이희헌 등의 묘소가 소재해 있다. 한때 이곳에 있었던 이경항의 묘소는 서울특별시 서초구 내곡동 헌인릉 서남서편 이지방 묘소 근처로 이장했다가 1995년 다시 이 곳 인근으로 이장되었다. 그밖에 광주읍 서남쪽에 안장되었던 이길남 내외의 묘소도 대장동으로 옮겨왔다가 2017년 8월 함께 원주 단강리로 이장되었으며, 서울 원지동 철곡에 있다가 성남 대장동으로 이장된 이홍관 등의 묘소도 이곳 인근으로 이장되었다.
성남시 분당구 대장동 산18번지 계좌(癸坐, 정북에서 동쪽으로 15도 방향), 구 태릉(太陵) 또는 태릉(胎陵)으로 알려진 곳에 이경연(李景衍)의 묘를 쓰고 그 아래에 아들 이징(李徵)의 묘를 쓰면서 조성되었다.
2017년 6월의 성남 판교대장 도시개발사업으로 2017년 8월 경기도 성남시 분당구 대장동 산 19번지에서 강원도 원주시 부론면 단강1리 산90번지 단강1리 산77번지 작실로 이장되었다. 작실에는 이감의 4대손 이서우의 사당인 원주 영정각이 있다. 이장된 묘역은 이경연과 의령남씨, 이징과 양천허씨, 이감과 풍천임씨, 예천윤씨 합장묘, 이성헌과 밀성군 이침의 5대손녀 전주이씨와 이성헌의 차남 이길남과 하동정씨 묘역, 이서우의 셋째 아들 이홍관의 묘 순서대로 조성되었다.

## 같이 보기
- 이감
- 이성헌
- 이희헌
- 이경항
- 이광식 묘역